# Vauriella
Vauriella (лат.) — род воробьиных птиц из семейства мухоловковых (Muscicapidae). Представители рода встречаются на Калимантане и Филиппинах. Род Vauriella был предложен немецким орнитологом Гансом Волтерсом в 1980 году.
Виды из этого рода ранее относили к роду джунглевых мухоловок (Rhinomyias). Детальное молекулярное филогенетическое исследование 2010 года выявило, что род Rhinomyias является полифилетической группой, поэтому из него выделили монофилетический род Vauriella, а остальные виды перенесли в роды Cyornis и Eumyias.

## Классификация
В род включают 4 вида:
- Vauriella albigularis
- Vauriella goodfellowi — Сероспинная джунглевая мухоловка
- Vauriella gularis — Кинабальская джунглевая мухоловка
- Vauriella insignis — Рыжебокая джунглевая мухоловка